# Nathaniel Curtis
Nathaniel Curtis (* 29. Dezember 1990) ist ein britischer Schauspieler. 

## Persönliches
Curtis identifiziert sich als queer mit Beziehungen zu Frauen und Männern. Seine Mutter ist englisch, sein Vater indisch. Er hat eine ältere Schwester. Geboren wurde er in England und wuchs in Bournemouth auf.

## Karriere
Mit 19 Jahren schrieb er sich an der East 15 Acting School ein. Nach seinem Abschluss 2014 mit 23 Jahren fand er zunächst fünf Jahre lang keinen Schauspieljob. In der Zeit arbeitete er mit Grund- und Förderschülern. 2019 erhielt er am Theater die Rolle des Romeo mit der Open Bar Theatre Company sowie als sein Fernsehdebüt eine Hauptrolle in It’s a Sin von Russell T Davies, die im Januar 2021 erschien.
Danach drehte er 2021 für die Fantasyserie The Witcher: Blood Origin, ein Spinoff von Netflix’ The Witcher, als die erste offen queere Figur des Franchises und spielte 2022 die Titelrolle des Britannicus im Lyric Hammersmith Theatre. 2023 trat er in der Weltpremiere von Andrew Steins neuem Stück Disruption und im Herbst in dem Gruselschauspiel 2:22 A Ghost Story neben Louisa Lytton auf. Davies besetzte ihn erneut für ein Special von Doctor Who als Isaac Newton.

## Theaterauftritte
- 2013: Pride and Prejudice
- 2019: Romeo und Julia
- 2020: Der Sturm
- 2022: Britannicus
- 2023: Disruption
- 2023: 2:22 A Ghost Story

## Filmografie
- 2021: It’s a Sin (5 Episoden)
- 2022: The Witcher: Blood Origin (2 Episoden)
- 2023: Captain Laserhawk: A Blood Dragon Remix (6 Episoden, Synchronisation)
- 2023: Doctor Who (Special: In blauer Ferne)